# Maximilian Göppel
Maximilian Göppel, né le 31 août 1997 à Vaduz, est un footballeur international liechtensteinois. Il évolue au poste d'arrière gauche au FC Freienbach.

## Carrière

### En club
Maximilian Göppel rejoint le FC Vaduz lors de l'été 2016 pour trois ans.

### En sélection
Il honore sa première sélection le 6 juin 2016 lors d'un match amical contre l'Islande. Il inscrit son premier but avec le Liechtenstein le 9 octobre 2016, contre Israël. Ce match perdu 2-1 à Jérusalem rentre dans le cadre des éliminatoires du mondial 2018.

## Statistiques
| Saison                | Club                  | Championnat           | Championnat | Championnat | Coupe(s) nationale(s) | Coupe(s) nationale(s) | Compétition(s) continentale(s) | Compétition(s) continentale(s) | Compétition(s) continentale(s) | Liechtenstein | Liechtenstein | Total | Total |
| Saison                | Club                  | Division              | M.          | B.          | M.                    | B.                    | Comp.                          | M.                             | B.                             | M.            | B.            | M.    | B.    |
| 2014-2015             | FC Balzers            | 1re Ligue             | 12          | 0           | 1                     | 0                     | -                              | -                              | -                              | -             | -             | 13    | 0     |
| 2015-2016             | FC Balzers            | 1re Ligue             | 22          | 0           | 2                     | 0                     | -                              | -                              | -                              | 1             | 0             | 25    | 0     |
| Sous-total            | Sous-total            | Sous-total            | 34          | 0           | 3                     | 0                     | -                              | -                              | -                              | 1             | 0             | 38    | 0     |
| 2016-2017             | FC Vaduz              | Super League          | 16          | 1           | 1                     | 0                     | C3                             | 0                              | 0                              | 6             | 1             | 23    | 2     |
| Sous-total            | Sous-total            | Sous-total            | 16          | 1           | 1                     | 0                     | -                              | 0                              | 0                              | 6             | 1             | 23    | 2     |
| Total sur la carrière | Total sur la carrière | Total sur la carrière | 50          | 1           | 4                     | 0                     | -                              | 0                              | 0                              | 7             | 1             | 61    | 2     |